# Sidi Slimane Moul Al Kifane
Sidi Slimane Moul Al Kifane  (in arabo سيدي سليمان مول الكيفان‎?) è un centro abitato e comune rurale del Marocco situato nella prefettura di Meknès, regione di Fès-Meknès. Conta una popolazione di 19 151 abitanti (censimento 2014).